# La Mesnière
La Mesnière est une commune française, située dans le département de l'Orne en région Normandie, peuplée de 277 habitants.

## Géographie
La commune est à l'ouest du Perche. Son bourg est à 7,5 km à l'est du Mêle-sur-Sarthe et à 10 km à l'ouest de Mortagne-au-Perche.
| Coulonges-sur-Sarthe          | Bures, Bazoches-sur-Hoëne | Bazoches-sur-Hoëne  |
| Coulonges-sur-Sarthe, Buré    | La Mesnière               | Courgeoût, Boëcé    |
| Buré, Saint-Quentin-de-Blavou | Coulimer                  | Courgeoût, Coulimer |

### Hydrographie
La commune est située dans le bassin Loire-Bretagne. Elle est drainée par la Sarthe, un bras de la Sarthe, l'Hoëne, le ruisseau de Blonde, l'Erine et le ruisseau de Puisaye,,.
La Sarthe, d'une longueur de 314 km, prend sa source dans la commune de Soligny-la-Trappe, au hameau de Somsarthe, c'est-à-dire "sommet de la Sarthe", à une altitude de 250 mètres. Sur une grande partie de son cours, elle marque alors la limite entre les départements de l'Orne et de la Sarthe et conflue avec la Mayenne à Angers à une altitude de 15 mètres, pour former la Maine. 
L'Hoëne, d'une longueur de 13 km, prend sa source dans la commune de Sainte-Céronne-lès-Mortagne et se jette  dans la Sarthe sur la commune, après avoir traversé cinq communes. Les caractéristiques hydrologiques de l'Hoëne sont données par la station hydrologique située sur la commune de Merlerault-le-Pin. Le débit moyen mensuel est de 0,602 m3/s. Le débit moyen journalier maximum est de 11,4 m3/s, atteint lors de la crue du 22 janvier 1995. Le débit instantané maximal est quant à lui de 14,9 m3/s, atteint le 12 janvier 1993.

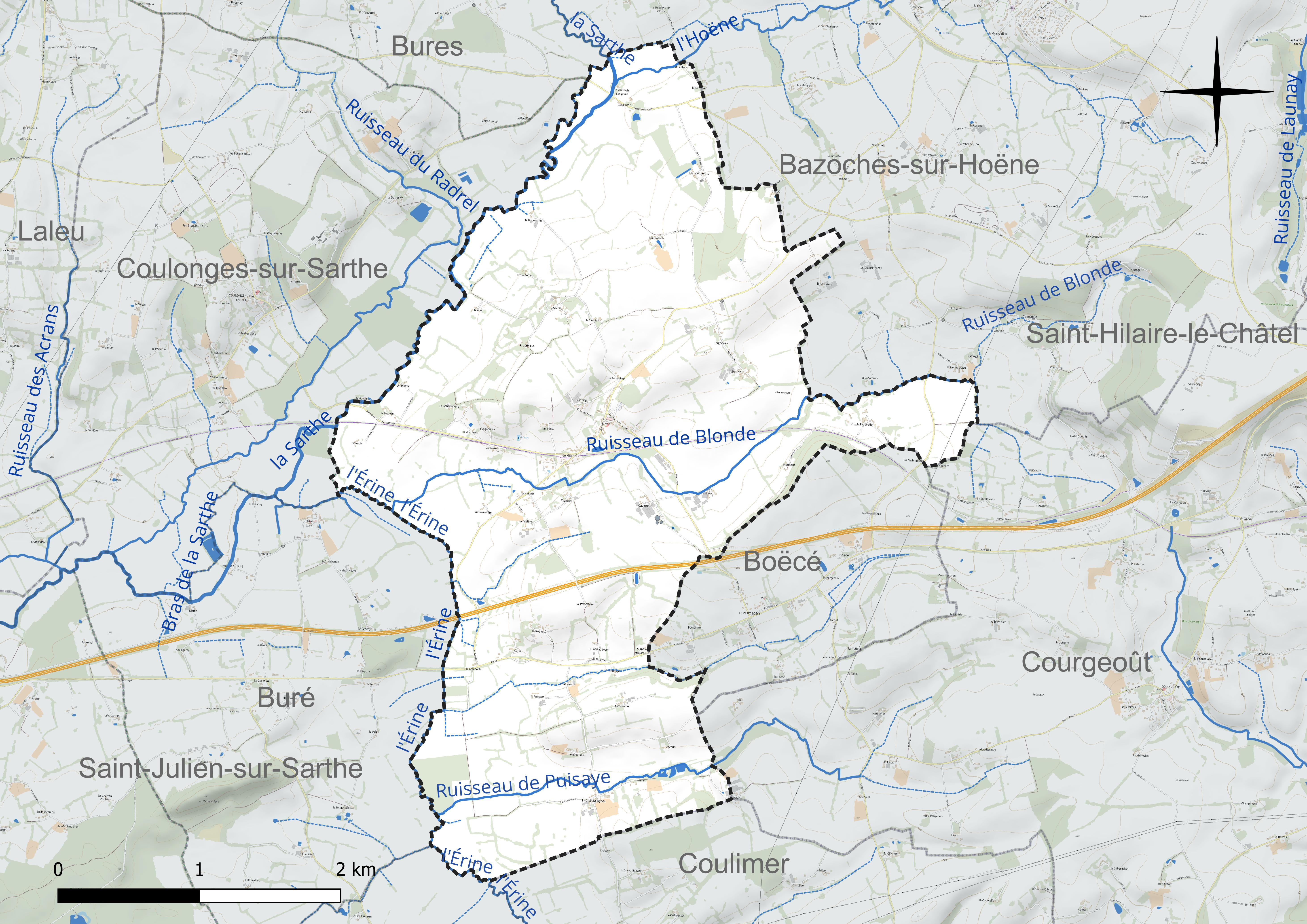
Réseau hydrographique de la Mesnière.

### Climat
Pour des articles plus généraux, voir Climat de la Normandie et Climat de l'Orne.
En 2010, le climat de la commune est de type climat océanique dégradé des plaines du Centre et du Nord, selon une étude du CNRS s'appuyant sur une série de données couvrant la période 1971-2000. En 2020, Météo-France publie une typologie des climats de la France métropolitaine dans laquelle la commune est exposée à un climat océanique altéré et est dans la région climatique Normandie (Cotentin, Orne), caractérisée par une pluviométrie relativement élevée (850 mm/a) et un été frais (15,5 °C) et venté. Parallèlement le GIEC normand, un groupe régional d’experts sur le climat, différencie quant à lui, dans une étude de 2020, trois grands types de climats pour la région Normandie, nuancés à une échelle plus fine par les facteurs géographiques locaux. La commune est, selon ce zonage, exposée à un « climat des plateaux abrités », se caractérisant par une pluviométrie et des contraintes thermiques modérées mais aussi, par effet de continentalité, des températures plus contrastées qu'au nord dans la plaine de Caen, avec communément 10 à 15 jours par an de plus de froid en hiver et de chaleur en été.
Pour la période 1971-2000, la température annuelle moyenne est de 10,4 °C, avec une amplitude thermique annuelle de 14,2 °C. Le cumul annuel moyen de précipitations est de 786 mm, avec 11,9 jours de précipitations en janvier et 7,9 jours en juillet. Pour la période 1991-2020, la température moyenne annuelle observée sur la station météorologique la plus proche, située sur la commune de Mortagne-au-Perche à 8 km à vol d'oiseau, est de 11,5 °C et le cumul annuel moyen de précipitations est de 802,0 mm,. Pour l'avenir, les paramètres climatiques de la commune estimés pour 2050 selon différents scénarios d’émission de gaz à effet de serre sont consultables sur un site dédié publié par Météo-France en novembre 2022.

## Urbanisme

### Typologie
Au 1er janvier 2024, La Mesnière est catégorisée commune rurale à habitat dispersé, selon la nouvelle grille communale de densité à sept niveaux définie par l'Insee en 2022. Elle est située hors unité urbaine. Par ailleurs la commune fait partie de l'aire d'attraction de Mortagne-au-Perche, dont elle est une commune de la couronne,. Cette aire, qui regroupe 25 communes, est catégorisée dans les aires de moins de 50 000 habitants,.

### Occupation des sols
L'occupation des sols de la commune, telle qu'elle ressort de la base de données européenne d’occupation biophysique des sols Corine Land Cover (CLC), est marquée par l'importance des territoires agricoles (100 % en 2018), une proportion identique à celle de 1990 (100 %). La répartition détaillée en 2018 est la suivante : prairies (60,1 %), terres arables (39,9 %). L'évolution de l’occupation des sols de la commune et de ses infrastructures peut être observée sur les différentes représentations cartographiques du territoire : la carte de Cassini (XVIIIe siècle), la carte d'état-major (1820-1866) et les cartes ou photos aériennes de l'IGN pour la période actuelle (1950 à aujourd'hui).

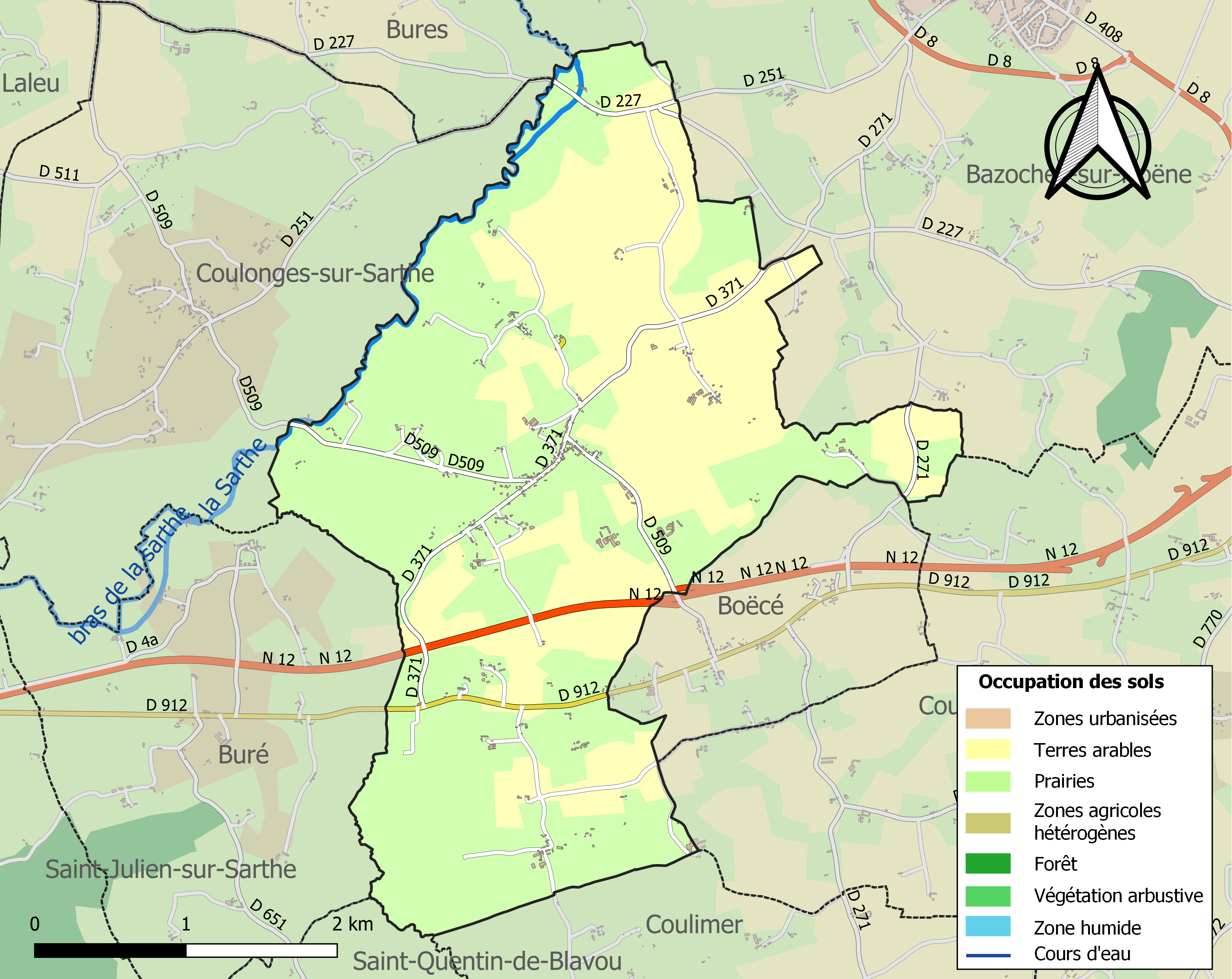
Carte des infrastructures et de l'occupation des sols de la commune en 2018 (CLC).

## Toponymie
Le nom de la localité est attesté sous la forme Mesneria en 1096.
Le toponyme est issu, comme le français manoir, du latin manere, « demeurer »,.
Le gentilé est Mesnérois.

## Politique et administration
| Période                                  | Période  | Identité       | Étiquette | Qualité     |
| ---------------------------------------- | -------- | -------------- | --------- | ----------- |
| mars 1995                                | En cours | Francis Bérard | SE        | Agriculteur |
| Les données manquantes sont à compléter. |          |                |           |             |

Le conseil municipal est composé de onze membres dont le maire et deux adjoints.

## Démographie
L'évolution du nombre d'habitants est connue à travers les recensements de la population effectués dans la commune depuis 1793. Pour les communes de moins de 10 000 habitants, une enquête de recensement portant sur toute la population est réalisée tous les cinq ans, les populations de référence des années intermédiaires étant quant à elles estimées par interpolation ou extrapolation. Pour la commune, le premier recensement exhaustif entrant dans le cadre du nouveau dispositif a été réalisé en 2006.
En 2022, la commune comptait 277 habitants, en évolution de −3,15 % par rapport à 2016 (Orne : −3,21 %, France hors Mayotte : +2,11 %).
Au premier recensement républicain, en 1793, La Mesnière comptait 926 habitants, population jamais atteinte depuis.
| 1793 | 1800 | 1806 | 1821 | 1836 | 1841 | 1846 | 1851 | 1856 |
| ---- | ---- | ---- | ---- | ---- | ---- | ---- | ---- | ---- |
| 926  | 860  | 848  | 863  | 827  | 814  | 806  | 797  | 722  |

| 1861 | 1866 | 1872 | 1876 | 1881 | 1886 | 1891 | 1896 | 1901 |
| ---- | ---- | ---- | ---- | ---- | ---- | ---- | ---- | ---- |
| 684  | 673  | 683  | 638  | 605  | 570  | 527  | 544  | 481  |

| 1906 | 1911 | 1921 | 1926 | 1931 | 1936 | 1946 | 1954 | 1962 |
| ---- | ---- | ---- | ---- | ---- | ---- | ---- | ---- | ---- |
| 480  | 451  | 370  | 357  | 371  | 369  | 346  | 357  | 296  |

| 1968 | 1975 | 1982 | 1990 | 1999 | 2006 | 2011 | 2016 | 2021 |
| ---- | ---- | ---- | ---- | ---- | ---- | ---- | ---- | ---- |
| 298  | 266  | 276  | 271  | 255  | 305  | 314  | 286  | 278  |

| 2022 | - | - | - | - | - | - | - | - |
| ---- | - | - | - | - | - | - | - | - |
| 277  | - | - | - | - | - | - | - | - |

## Lieux et monuments

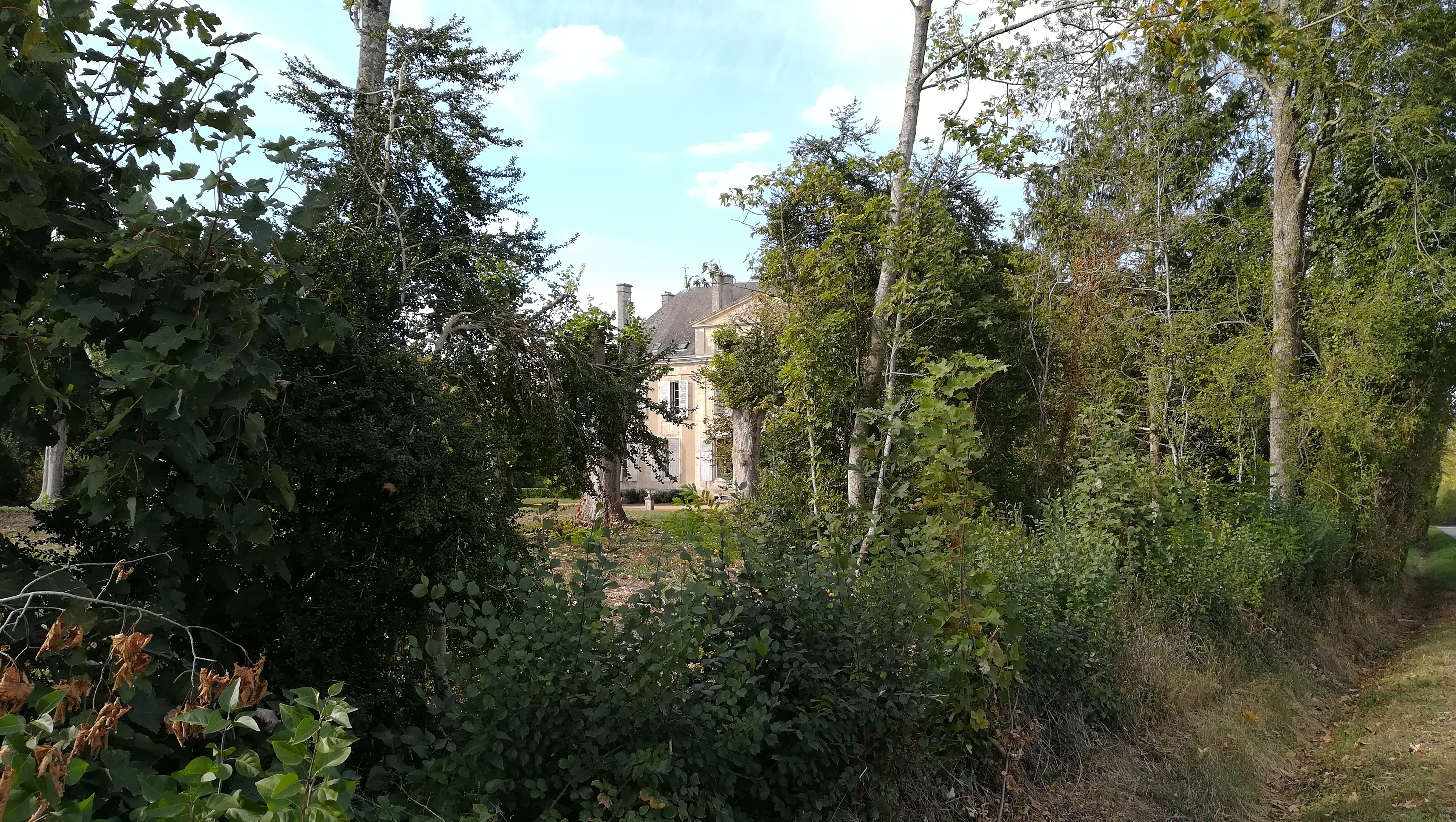
Le château des Joncherets, vu de la route.

- L'église Saint-Gervais-et-Saint-Protais des XIe et XIIe siècles.
- Le château des Joncherets du XVIIIe siècle. Le domaine est classé au titre des monuments historiques[31].
- Motte de Longpont, au passage de la Sarthe[32].

## Activité et manifestations
Chaque année, un samedi de la mi-juin depuis 2007, le festival Troc' Music permet des échanges de matériels musicaux et de venir écouter gratuitement des jeunes talents ou des artistes plus confirmés.

## Personnalités liées à la commune
- Antoine Charles André René de Puisaye, (1751 - La Mesnière, 1849), militaire et un homme politique.

## Héraldique
| Blason de La Mesnière | Blason  | Coupé d'un parti d'azur à deux lions léopardés d'or, armés et lampassés de gueules, l'un au-dessus de l'autre, et de sinople à trois mottes castrales isolées d'argent, chacune sommée d'une tour droite d'or ouverte de sable ; et de gueules au pont voûté de trois arches d'or maçonné de sable et mouvant des flancs, posé sur une jumelle ondée d'argent et accompagné d'un soleil levant d'or et d'un soleil couchant non figuré d'argent. |
| Blason de La Mesnière | Détails | Adopté par la municipalité le 11 octobre 2011. |